# Animal Crossing: Wild World
Animal Crossing: Wild World est un jeu vidéo développé par Nintendo EAD et édité par Nintendo sur Nintendo DS en 2005. Il reprend en grande partie le gameplay d'Animal Crossing tout en apportant quelques modifications au niveau graphique et dans la jouabilité. Il permet de se connecter au Wi-Fi Nintendo et jouer avec des personnes du monde entier.

## Univers

### La ville

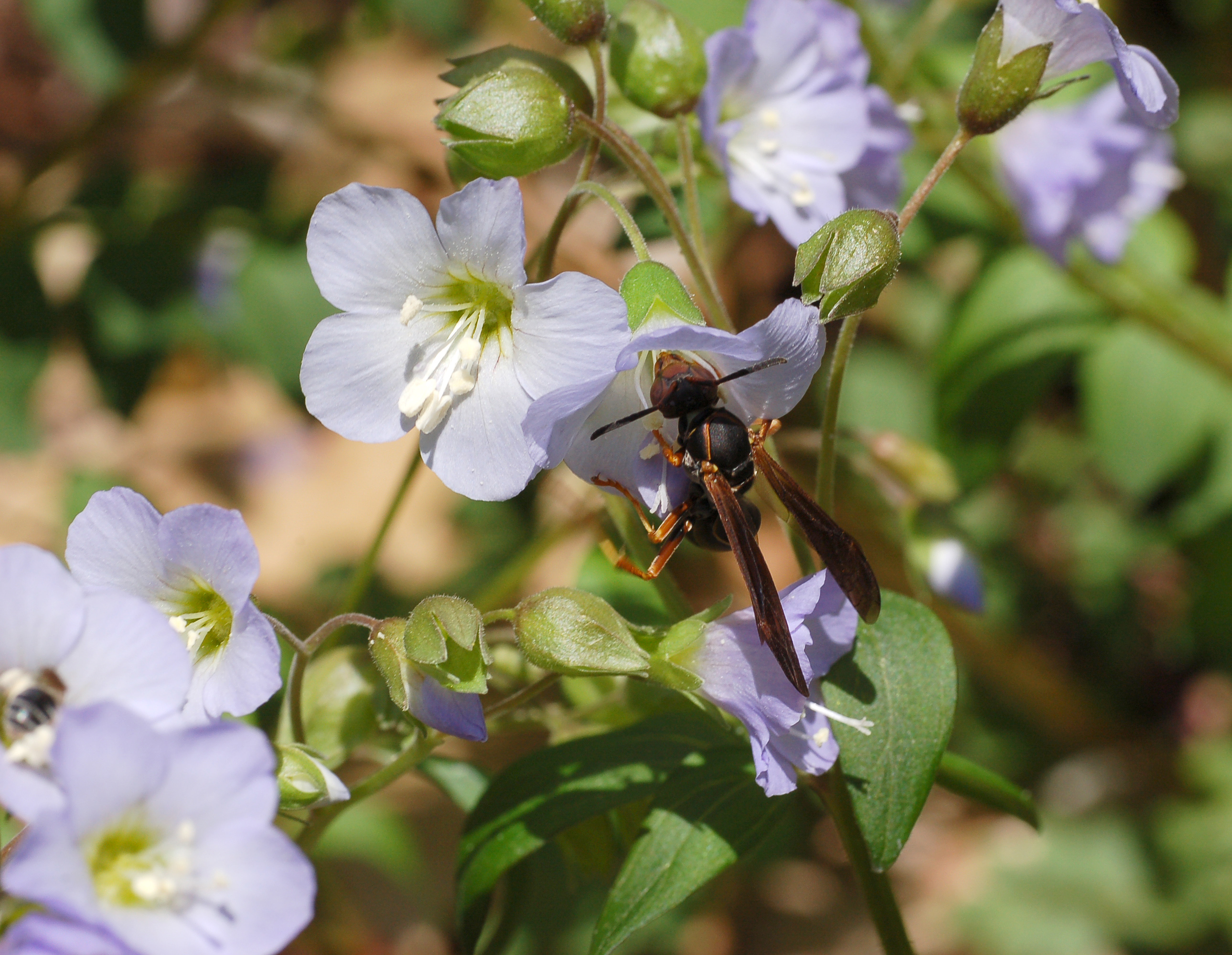
L'échelle de Jacob est une fleur apparaissant dans le village, si celui-ci est bien entretenu.

Dans la série des jeux Animal Crossing, la faune et la flore varient en fonction des mois et des saisons, c'est-à-dire qu'il neige en hiver, qu'il y a des cigales en été et que les arbres ont un teint ocre en automne. Mais, le joueur peut moduler son environnement en plantant des cèdres et sapins achetés chez Tom Nook, ainsi que des arbres fruitiers : pommiers, cerisiers, orangers, poiriers, pêchers et cocotiers et en plantant des fleurs achetables elles aussi chez Tom Nook, comme des roses et des pensées. Après avoir planté des fleurs d'une même espèce, il est possible qu'elles produisent une hybride introuvable sur le marché, par exemple, en plantant une pensée rouge à côté d'une pensée jaune et obtenir ainsi une pensée orange. Si le joueur a embelli son environnement, il aura l'agréable surprise de voir pousser dans son village des échelles de Jacob (sorte de muguet) et l'obtention de l'arrosoir doré, permettant de transformer des roses noires en roses d'or. À l'inverse, le joueur peut aussi polluer son environnement en coupant des arbres, en laissant pousser les mauvaises herbes et en laissant ses ordures dehors, il aura dès lors, l'arrivée désagréable d'une rafflesia, attirant des mouches dans toute la ville.
Contrairement à la version Game Cube, la météo peut changer à chaque heure et plus à partir de minuit. Il est possible de connaître le temps qu'il fera le lendemain si le joueur (ou un voisin) possède une télévision chez lui : la météo est annoncée 10 minutes avant le changement d'heure (par exemple à 15h50).

### Événements
La vie dans le village d'Animal Crossing est rythmée par plusieurs événements ponctuels, où le joueur peut ainsi effectuer certaines actions. Par exemple, le joueur peut négocier ses meubles avec ses voisins chaque premier samedi du mois, via le marché aux puces. Un autre exemple, chaque deuxième samedi d'un mois impair (janvier, mars, juillet septembre, novembre), les villageois proposent chacun une nouvelle version de l'hymne du village lors du jour tralalère. C'est au joueur de choisir la mélodie qu'il juge la meilleure.
On peut aussi citer un évènement exclusive à cet opus: le festival floral. Il se déroule durant le mois d'avril et consiste à élire le meilleur jardin fleurie du village entre tous ceux des habitants et du joueur. A la fin, le gagnant reçoit un trophée du maire Tortimer. Il dirige la fête du chêne, aussi exclusive, en octobre où durant toute la durée de l’évènement le personnage de « Cornimer » (Tortimer avec une tête de gland) reste sur la place de la mairie. Il faut alors lui ramener des glands qui tombent des arbres pour qu'il vous donne des meubles champignons en échange. 
Les fêtes choisies ne sont toutefois pas religieuse : il n'y a pas d'événements particulier à Noël notamment, bien qu'il soit possible d'acheter des sapins de Noël en décembre[réf. nécessaire].

## Système de jeu

### Principe
Le jeu reprend en grande partie le principe du premier Animal Crossing. C'est une sorte de jeu de rôle où l'on doit vivre dans un petit village peuplé d'un maximum de huit animaux anthropomorphes de toute sorte : du rhinocéros au chat de salon! Vous prenez le taxi pour aller dans votre petit village. Le chauffeur vous posera quelques questions qui détermineront le physique de votre personnage, et si vous venez de recommencer le jeu ou si vous jouez pour la première fois sur la carte de jeu, vous demandera d'autres renseignements qui détermineront l'emplacement de votre maison dans le village. Cette étape est donc très importante! Une fois arrivé dans votre ville, Tom Nook le raton laveur commerçant du village vous proposera de vous construire une maison que vous devrez rembourser plus tard. Pour s'habituer au jeu, il vous ordonnera aussi d'aller travailler dans sa boutique. Le travail fini, vous devenez libre de faire ce que vous désirez: rembourser le prêt pour pouvoir par la suite agrandir votre maison, rembourser de nouveau et ainsi de suite, aménager votre intérieur en achetant des mobiliers variés, aider le musée à compléter ses collections de poissons, insectes, fossiles, œuvres d'art les plus célèbres, créer des lignes de T shirt et bien d'autres choses…
Il est possible d'utiliser des clochettes (la monnaie du jeu), utiles pour rembourser Tom Nook ou acheter des objets dans sa boutique, en réalisant des petits boulots (pêcher, attraper des insectes, aider les habitants…), d'abord auprès de Tom Nook puis auprès des autres habitants, ou en ramassant des objets.
Il est également possible, avec une canne à pêche, de pêcher des poissons ainsi que d'attraper des insectes avec un filet, les animaux ainsi capturés ayant une valeur variable. Ses découvertes peuvent être soit vendues auprès de Tom Nook, soit offertes au musée du village. Il est aussi possible de trouver, à l'aide d'une pelle, des fossiles qu'il faut rapporter au Musée, à Thibou, et il les examinera ou on peut toujours aller les revendre à Tom Nook, car ils valent cher. Les différents poissons et insectes qu'il est possible d'attraper changent en fonction des saisons ce qui apporte un intérêt au jeu sur le long terme.
En résumé, il n'est pas nécessaire de jouer longtemps, mais plus ou moins indispensable de jouer tous les jours, surtout le dernier jour du mois, jour de soldes chez Nook et lors des événements particuliers (Noël, Jour du nouvel an, Anniversaires, Concours, etc.). Le village évolue au cours du temps, et des habitants déménagent ou s'installent de manière irrégulière.

### Différences avecAnimal Crossing
Le village peut désormais être parcouru dans son entier en continu alors qu'il était séparé en différentes zones sur la version Gamecube. Le sol est affiché de manière cylindrique ce qui donne l'impression que le village est sur une petite planète, cela permet également d'avoir une meilleure vue en profondeur.
La ville est notablement plus petite et le nombre d'habitants présents simultanément est désormais limité à 8. La topographie et les lieux accessibles de la ville ne sont plus les mêmes que sur Gamecube. La gare, par exemple disparaît.
Le jeu met à contribution le second écran de la DS pour afficher le ciel. Lorsqu'un menu est ouvert, il apparaît sur l'écran du bas et l'affichage du jeu passe sur l'écran du haut. Le support du stylet est également complet, toutes les actions peuvent être exécutées soit au stylet soit avec les boutons de la console.
Les capacités Wi-Fi de la DS sont également exploitées, ce qui est un intérêt majeur de cette nouvelle version. Il devient possible de visiter les villages d'autres joueurs et de discuter avec eux, soit en connexion locale, soit à travers le CWF Nintendo.
Les jeux NES ne sont plus disponibles. Alors qu'il y avait auparavant une maison différente pour chacun des 4 joueurs possibles, il n'y en a désormais plus qu'une dans laquelle quatre lits peuvent être placés. Le nombre d'objets à trouver est augmenté. De plus, puisque la gare a disparu, Kéké le chien musicien chante maintenant dans le café du musée et son répertoire possède 15 musiques en plus tel que Kéké Dixie ou La pente, ce qui en fait un total de 70.

### Connexion DS à DS
La fonctionnalité DS à DS de Animal Crossing: Wild World permet comme le Wi-Fi mais avec des joueurs proches (10 mètres maximum environ). Les joueurs des autres villes peuvent aller dans les villes des autres joueurs. Les joueurs doivent jouer avec leurs DS ensemble proches des autres DS des joueurs sans trop être éloigné. Jusqu'à 4 joueurs peuvent participer. Mais on peut être seulement 2 dans la maison.
Il existe la Connexion Wi-Fi Nintendo qui vous permet de faire des parties Wi-Fi avec les gens du monde entier à condition de s'être échangé son code amis auparavant. Il n'est donc, en théorie, pas possible d'inviter ou de visiter le village d'un inconnu. Les capacités techniques limitées de la Nintendo DS fait que pendant les visites en Wi-Fi, les villageois sont cloîtrés chez eux.

## Accueil

### Critiques
Le jeu reçoit une très bonne critique de la presse et des joueurs. Il est tout de même critiqué sur l'absence de certains évènements comme Noël ou Halloween, qui n'ont pas été pris en compte afin d'éviter des spécificités régionales pouvant compliquer le processus de localisation, ce qui avait notamment retardé la sortie du premier jeu en-dehors du Japon. Jeuxvidéo.com lui donne un 16/20 en mettant en avant le confort de jeu amené par le support de la DS, en particulier l'écran tactile. Gamekult, un autre site spécialisé français, note le jeu 7/10. Aux États-Unis, le site IGN  note le jeu généreusement avec un 8,8/10 et reçoit la récompense du meilleur online de la DS, le choix de l’équipe et le meilleur jeu selon les parents.

### Ventes
Le jeu s'est vendu à plus de 12 millions d'exemplaires dans le monde (chiffres de mai 2017). Il s'est notamment vendu à plus 3,5 millions d'exemplaires en Europe depuis sa sortie en mars 2006.